# Krug (Champagner)

Logo der Marke

Krug ist eine 1843 in Reims gegründete Champagnermarke. Das Unternehmen wurde von Johann-Joseph Krug aus Mainz gegründet und befindet sich heute im Besitz des Luxusgüterkonzerns LVMH. Geleitet wird das Unternehmen von Rémi Krug sowie vom Kellermeister Eric Lebel.
Krug setzt bei der Herstellung der rund 500.000 Flaschen jährlich auf traditionelle, nahezu handwerkliche Produktionsmethoden. Die Grundweine aller Cuvées werden in etwa 35 Jahre alten Holzfässern ausgebaut. Verkauft werden die Flaschen erst, wenn die Weine trinkreif sind. Der Hersteller empfiehlt jedoch, die Flaschen nach dem Kauf noch mindestens ein weiteres Jahr ruhen zu lassen. 
Sind die Weine frisch, kann die Säure sehr hart sein; durch eine fachgerechte Lagerung wird der Champagner im Laufe der Zeit runder, etwas weicher und baut seine charakteristischen Aromen aus.
Der Mono-Cru-Champagner Clos du Mesnil, ein Blanc de Blancs aus einer Einzellage in Le Mesnil, wurde zum ersten Mal aus der Ernte des Jahrgangs 1979 auf den Markt gebracht.
Unter dem Namen Clos d'Ambonnay bietet Krug zudem einen weiteren Mono-Cru-Champagner aus Pinot Noir an; der erste Jahrgang war 1995.

## Die Cuvées

Krug Grande Cuvée

- La Grande Cuvée: stellt den Großteil der Produktion dar.
- Rosé: der Rosé der Marke Krug.
- Millésimé: Jahrgangschampagner. Die aktuellen Jahrgänge (Stand 2009) sind die Jahrgänge 1998, 1996 und 1995.
- Collection: Jahrgangschampagner, der sehr lange auf der Hefe ruht und somit sehr lange frisch bleibt. Aktueller Jahrgang ist der 1981er.
- Clos du Mesnil: Einer der wenigen aus einer Einzellage gewonnenen Champagner. Er wächst im 1,85 Hektar großen Clos du Mesnil in der Gemeinde Le Mesnil-sur-Oger. Es handelt sich um einen Blanc de Blancs, also einen ausschließlich aus Chardonnay-Trauben gekelterten Champagner. Die Produktionsmenge beträgt ca. 10.000 Flaschen je Jahrgang.
- Clos d'Ambonnay: Das Gegenstück zum Clos du Mesnil; ein reiner Pinot Noir-Champagner aus einer Einzellage in Ambonnay.